# Havril András
Havril András (Zalkod, 1951. június 15. –) nyugállományú vezérezredes, 2005. február 1-jétől 2009. január 15-éig a Honvéd Vezérkar főnöke.

## Életpályája
A középiskolát Miskolcon végezte, majd felvételt nyert a Kossuth Lajos Katonai Főiskolára, ahol 1973-ban okleveles gépesített lövész tiszti, illetve tanári diplomát szerzett.
Az első tiszti beosztásába Nagykanizsára nevezték ki a 14. Gépesített Lövészezredhez, ahol előbb gépesített lövész szakasz, majd századparancsnok, nem sokkal később zászlóalj törzsfőnök lett. Négy év csapatszolgálat után felvételt nyer az akkori Zrínyi Miklós Katonai Akadémia összhaderőnemi-, hadműveleti szakára.
1980-ban hadműveleti tisztként kezdte meg szolgálatát Zalaegerszegen a 8. Gépesített Lövészhadosztálynál, később pedig hadműveleti főtiszt lett ugyanitt. 1984-től ezredparancsnok-helyettes, majd az átszervezések következtében létrejött 33. Gépesített Lövészdandár helyettese lett. 1987. és 1991. között visszakerülve Nagykanizsára már dandárparancsnoki feladatokat látott el a 14. Gépesített Lövészdandárnál. Pályafutását később Tatán folytatta, ahol előbb hadtest, majd az 1. Katonai Kerület Parancsnokság parancsnok-helyettese lett.
A vezérkari tanfolyam kiváló minősítésű elvégzését követően 1994-ben Ceglédre került a 3. Katonai Kerület törzsfőnökének, majd parancsnokhelyettesének. Ekkor nevezték ki dandártábornokká. 1996-tól egészen 2000. év végéig látta el a hadosztályparancsnoki teendőket, és előléptették vezérőrnaggyá. Hadosztály-parancsnoksága alatt tanult meg angolul, majd szerzett felsőfokú képesítést belőle. Két hónapig Angliában a nyelv gyakorlása mellett ismerkedik a NATO haderővezetési, szervezeti rendszerével.
2000-ben a Székesfehérváron települő Szárazföldi Vezérkar vezérkari főnöke volt, majd ez év végétől mint Honvéd Vezérkar vezérkarfőnök-helyettes teljesített szolgálatot Budapesten. Több mint négyéves helyettesi beosztásban eltöltött ideje alatt minden olyan hadműveleti területet meglátogatott, ahol katonáink szolgálatot teljesítenek. 2005. február 1. és 2009. január 15. között a Honvéd Vezérkar főnöke, mint vezérezredes. A köztársasági elnök szolgálati viszonyát 2009. december 30-án megszüntette és december 31-ei hatállyal nyugállományba helyezte.

## Díjai, elismerései
Szolgálati ideje alatt A Haza Szolgálatáért Érdemérem különböző fokozatai kitüntetésben részesült. A köztársasági elnök a Magyar Köztársasági Érdemrend tisztikeresztjét adományozta részére 1999-ben, 2006-ban pedig a Magyar Köztársasági Érdemrend középkeresztje a csillaggal kitüntetést. 2002-ben Hunyadi János-díjjal jutalmazták. Az osztrák nagykövettől 2007 decemberében megkapta az Osztrák Szövetségi Haderő Csillagokkal Díszített Nagy Ezüst Érdemrendje Ausztria Honvédelméért kitüntetést, valamint ugyanebben az évben az Andrássy Gyula-díjat is átvehette.

## Családja
Nős, egy gyermek apja.

## Előmenetele
- 1973 – hadnagy
- 1976 – főhadnagy
- 1980 – százados
- 1984 – őrnagy
- 1987 – alezredes
- 1990 – ezredes
- 1994 – dandártábornok
- 1997 – vezérőrnagy
- 2001 – altábornagy
- 2005 – vezérezredes